# Lasarettet i Motala
Lasarettet i Motala är ett sjukhus i Motala vid Lasarettsgatan. Det tog emot de första patienterna 1970 och byggdes om och renoverades 2005-2015. Lasarettet har idag 47 vårdplatser. Det har omkring 1100 medarbetare.